# Sabulopteryx botanica
Sabulopteryx botanica (лат.) — вид чешуекрылых из семейства молей-пестрянок (Gracillariidae). Встречаются в Новой Зеландии. Это первая находка рода в Южном полушарии.

## Описание
Размах крыльев около 10 мм. Основная окраска желтовато-чёрная. В переднем крыле 12 жилок. Яйцо откладывается самкой на листе растения-хозяина, обычно на нижней стороне рядом с средней жилкой. Гусеницы вначале минируют листья яснотковых кустарниковых растений Teucrium parvifolium (Lamiaceae), а затем поперечно сворачивают их в трубку.

## Таксономия
Вид был впервые описан в 2019 году по экземплярам, найденным 2013 году в ботаническом саду Christchurch Botanic Gardens (Крайстчерч, Новая Зеландия). Из одного из коконов на листьях в гербариуме Оклендского музея (Auckland Museum) был выведен паразитический наездник рода Sympiesis  Förster, 1856 (Eulophidae: Eulophinae).
Род Sabulopteryx Triberti, 1985 иногда рассматривают в составе рода Aspilapteryx Spuler, 1910 в качестве подрода или синонима. Но в 2019 году он был повышен до родового статуса.

## Этимология
Вид S. botanica был так назван из-за тесной связи с растениями и в честь ботаников, первыми обнаружившими новый вид в гербариуме и в ботаническом саду Christchurch Botanic Gardens (Крайстчерч, Новая Зеландия).